# Jeu de paume
Pour les articles homonymes, voir Jeu de paume (homonymie).

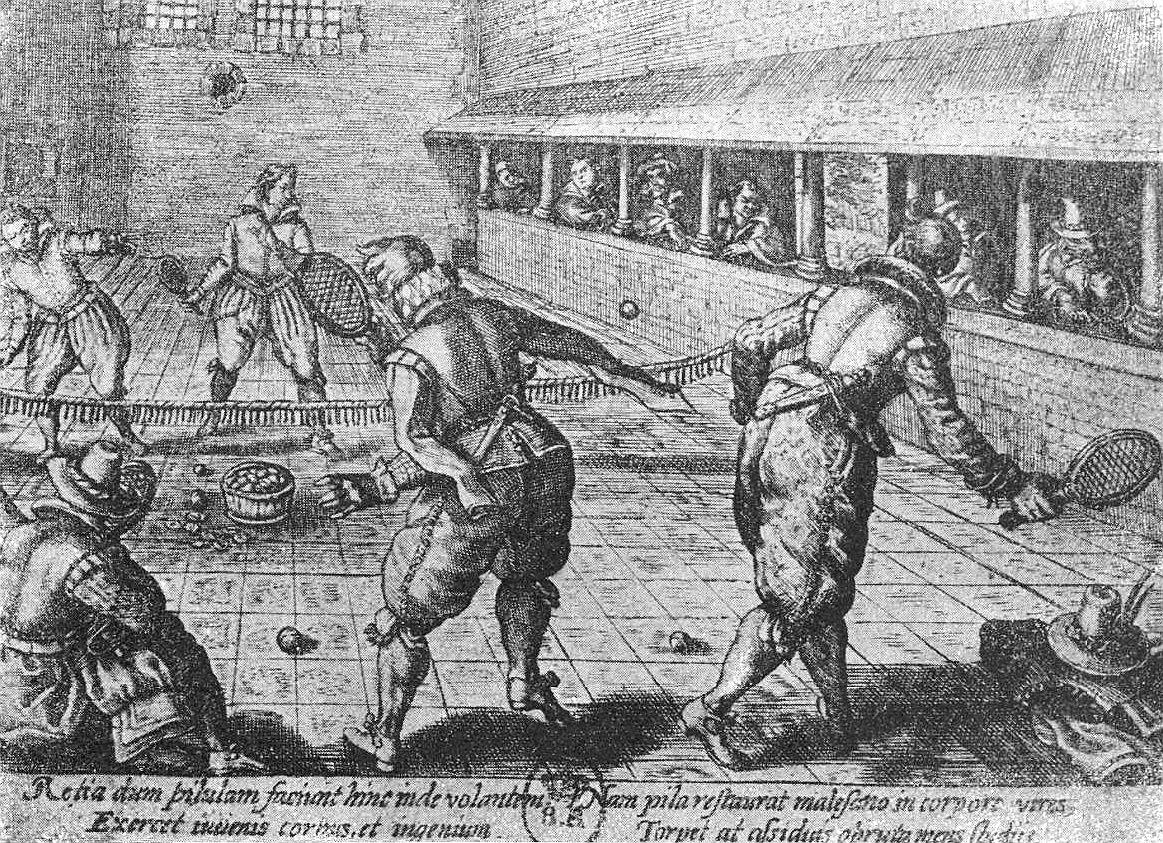
Estampe de joueurs de paume parisiens, au XVIe siècle.

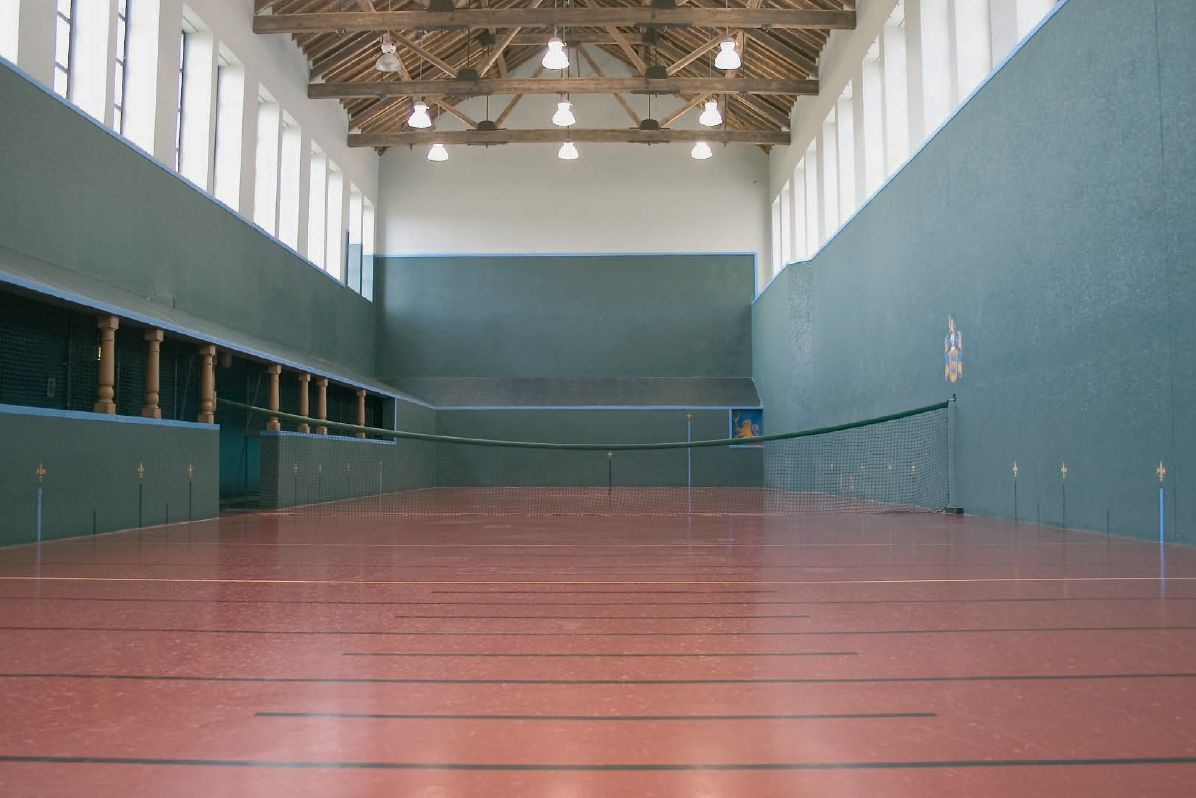
Court de jeu de paume moderne en Angleterre (Bridport).

Le jeu de paume est un sport pratiqué en Europe depuis l'Antiquité tardive et ayant connu son âge d'or du XIVe au XVIIIe siècle. D'abord pratiqué à main nue ou gantée de cuir, il est devenu par la suite un sport de raquette. Il est l'ancêtre direct de la pelote basque, de la pelote valencienne, de la balle pelote, du jeu de balle au tambourin, du tennis et plus généralement de tous les sports de raquette. Le joueur de paume est le paumier ou paumiste. Les jeux de paume se répartissent en deux disciplines : la courte paume (en anglais real tennis ou court tennis aux États-Unis), qui se joue dans une salle à galerie, et la longue paume, qui se joue à l'extérieur. Cet article porte sur la courte paume.
Le jeu de paume est également associé au serment du Jeu de paume, un des événements majeurs du début de la Révolution française, et au Jeu de Paume, lieu d'exposition parisien.

## Histoire

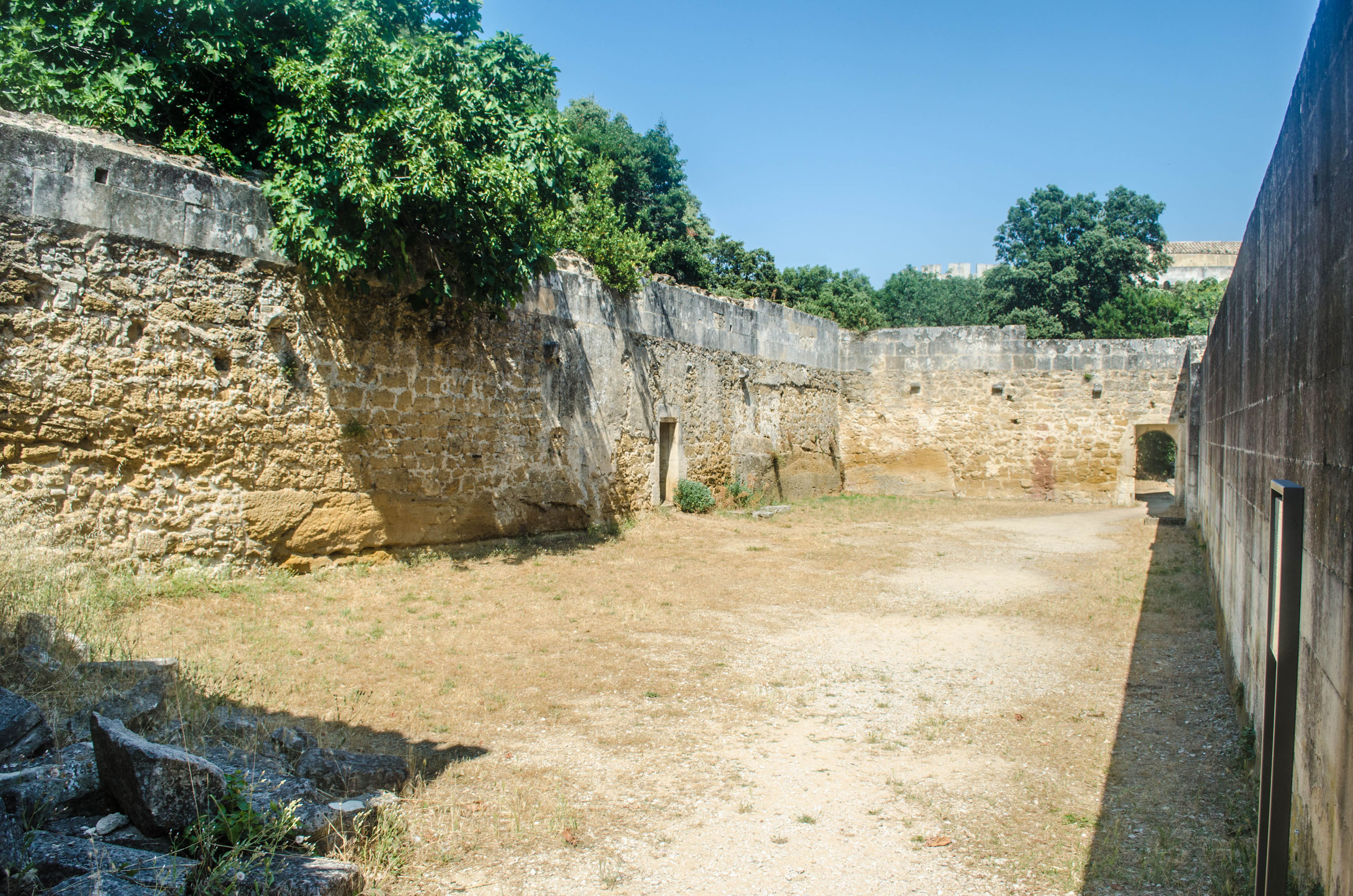
Salle de jeu de paume (1564) au château de Suze-la-Rousse (Drôme).

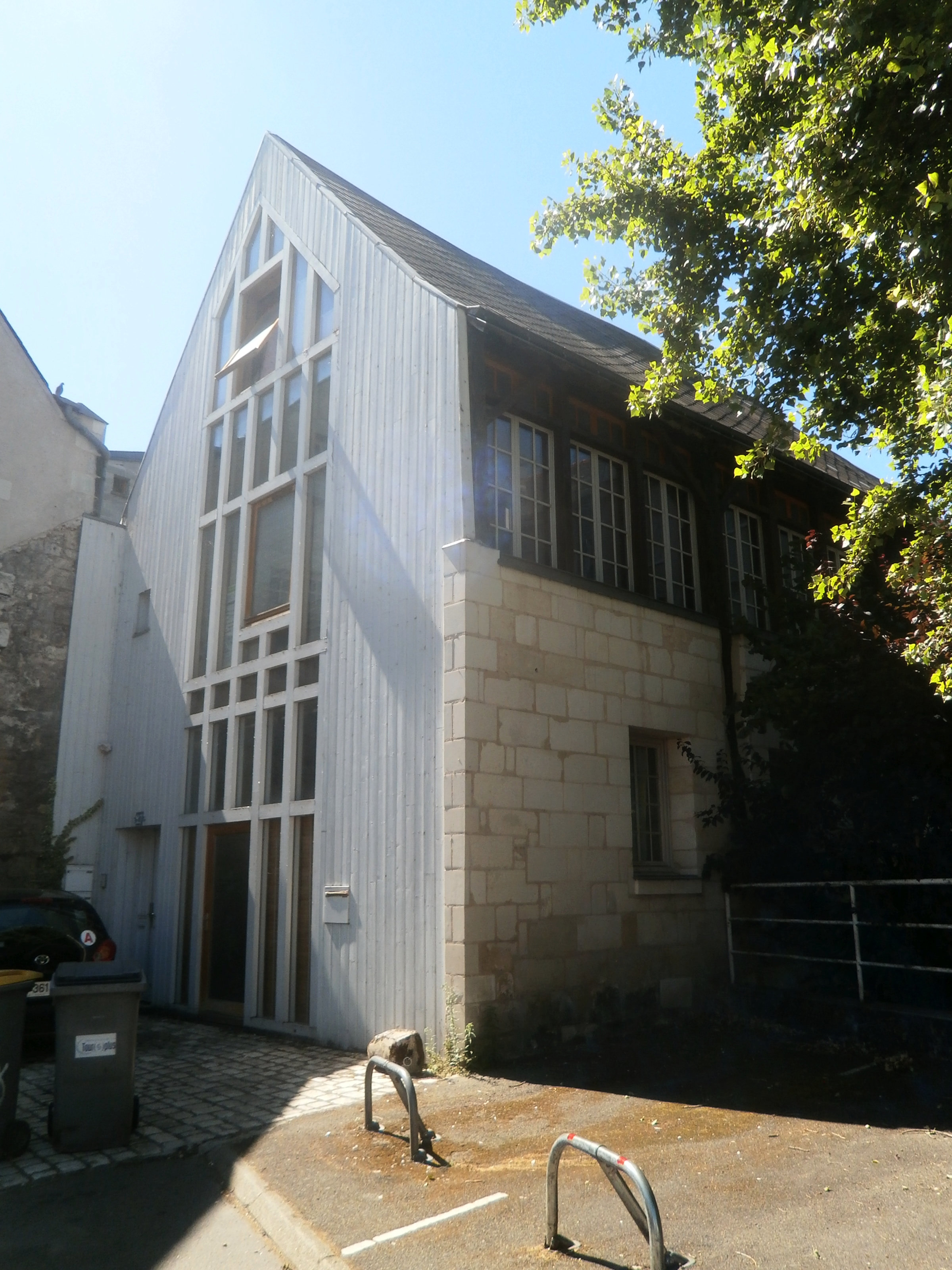
Salle de Jeu de paume, début du XVIe siècle, vieux Tours.

### Historique du jeu
La paume consiste à se renvoyer une balle, appelée un éteuf, au-dessus d'un filet à la manière du tennis et se pratique en individuel (1 contre 1) ou en double (2 contre 2). Le jeu de paume était pratiqué par la noblesse tandis que les « vilains » jouaient en extérieur à la longue paume qui se pratiquait sans filet avec 1, 2, 3, 4 ou 6 paumistes par équipe. Dans le jeu de paume (ou courte paume), les points étaient comptabilisés un par un, mais à chaque unité inscrite, le joueur, d'abord situé à 60 pieds du filet, devait se rapprocher pour servir. Le premier point donnait ainsi le droit d'avancer de 15 pieds. Idem pour le deuxième, ce qui faisait 30 pieds au total. Au troisième point, le joueur pouvait de nouveau se rapprocher, mais de 10 pieds seulement pour ne pas être trop proche du filet. Il avait donc gagné 40 pieds. Ce décompte de placement pourrait avoir inspiré la façon de compter les points (15, 30, 40 et jeu) utilisée au tennis.
Le port d’un gant de cuir afin de protéger la main qui frappe la balle se généralise à la fin du XIIIe siècle. La paume se pratique à l’origine en plein air mais, dès le XIVe siècle, les terrains de jeu sont couverts d’un toit donnant naissance aux salles de jeu de paume aussi appelées « tripots ».
La première mention d’une raquette pour jouer au jeu de paume date de 1505; on jouait précédemment à main nue ou gantée de cuir. Le battoir, raquette pleine en bois, était apparu au siècle précédent. La raquette, à la différence du battoir, possède un cordage en chanvre ou en boyau. Le XVIe siècle qui s’ouvre sur cette innovation est l’âge d’or du jeu de paume en France. La pratique à main nue perdure, certaines parties opposant même les tenants des deux écoles, voire des quatre :
- main nue
- main gantée
- battoir
- raquette

En 1610, les paumiers se constituent en corporation. Les abus nés du succès de la paume en France se devaient d’être corrigés : certains paumiers peu scrupuleux bourraient leurs éteufs de pierres provoquant des accidents, parfois mortels ; le frère de Montaigne décède ainsi. De nombreuses salles sont fermées tandis qu’une réglementation stricte, imposée par la corporation, encadre désormais la production des éteufs et des raquettes.

### Folie française du jeu de paume

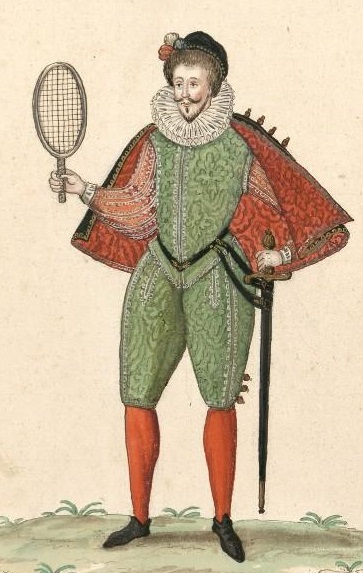
Gentilhomme jouant à la paume, coll. Gagnières, XVIIe s.

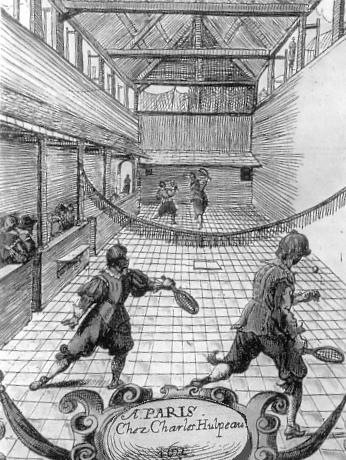
Jeu de paume ancien à Paris

La folie pour le jeu de paume occasionne beaucoup d'embarras aux autorités qui peinent à canaliser ce mouvement qui touche tout le monde, du roi au simple enfant, sans oublier les femmes. Le 22 juin 1397, le prévôt de Paris interdit la pratique du jeu de paume tous les jours, sauf le dimanche « parce que plusieurs gens de métier et autres du petit peuple quittaient leur ouvrage et leur famille pendant les jours ouvrables, ce qui était fort préjudiciable pour le bon ordre public ». Les joueurs ne tiennent aucun compte de cet interdit et des parties ont lieu tous les jours, au grand désespoir des autorités.
Les femmes pratiquaient également le jeu de paume. Margot la Hennuyère fait sensation à Paris, alors sous occupation anglaise, en s'imposant face aux meilleurs spécialistes parisiens du jeu.
Les lettres patentes du roi de France François Ier en date du 9 novembre 1527 officialisent le professionnalisme sportif, notamment en jeu de paume. Ce texte révolutionnaire met sur le même plan les gains d’un joueur de paume et les fruits du travail. Depuis bien longtemps déjà, paris et enjeux ont transformé de fait cette activité sportive en métier pour de nombreux joueurs.
Le 23 mars 1594, au lendemain de son entrée royale dans Paris, Henri IV dispute une partie de jeu de paume. Cette partie disputée, au jeu de paume de La Sphère rue Vieille-du-Temple, fut très appréciée par le peuple parisien et fit beaucoup pour la popularité du nouveau roi dans la capitale. Sa maîtresse Gabrielle d'Estrées vient souvent le voir jouer et les courtisans peuvent admirer leur souverain suant "tout en chemise, déchirée sur le dos, avec de vieilles chausses grises à jambes de chien".
L’Italien Francesco d’Ierni en 1596 estime à 250 le nombre de salles de jeu de paume à Paris et à 7 000 le nombre de personnes qui vivent directement ou indirectement de cette activité. En province, le jeu de paume est également très répandu. Orléans compte 40 salles.
À la suite d'un séjour en France en 1598, le maître d’école anglais Robert Dallington (1561-1637) livre un tableau très critique dans son livre The View of France (1604). Le goût des Français pour ce sport  étonne : « Les Français naissent une raquette à la main », et l’auteur n’est pas avare de critiques car le sport est avant tout perçu par les Anglais d’alors, dans la plus pure tradition de Pline le Jeune, comme une perte de temps. Paris compte près de 1 800 salles et terrains en plein air de jeu de paume. Dallington précise que la France est « un pays semé de jeux de paume, plus nombreux que les églises et des joueurs plus nombreux que les buveurs de bière en Angleterre. »
À la fin du XVIIe siècle, les parieurs étaient nombreux comme en témoignent les mémoires du marquis de Monbrun (1701) où le héros demande "paroli, enjeu double de la mise antérieure, après un gain; après deux gains sept éluat; après trois gains quinze eluat".
En 1657, 114 salles de jeu de paume sont recensées à Paris. La paume reste encore le sport roi du moment, mais il est déjà en net recul sous les coups portés par Louis XIII. Louis XIV lui donne le coup de grâce en délaissant totalement cette pratique. Ayant détruit la salle de jeu de paume construite vers 1630 par son père dans le château de Versailles, il en fait toutefois construire une autre à Versailles dans laquelle se déroulera le Serment du Jeu de paume (1789) pendant la Révolution française.

### Ancêtre direct du tennis

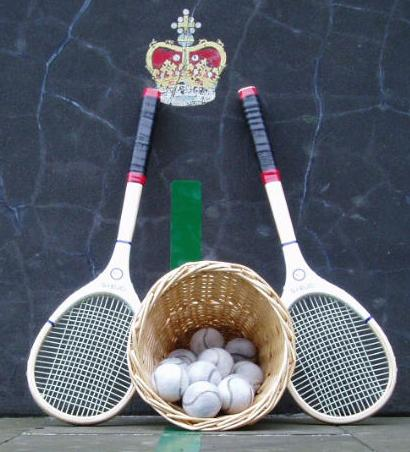
Raquettes et balles de paume.

En 1415, conséquence de la bataille d'Azincourt, le duc d’Orléans est emprisonné pendant deux décennies en Angleterre. À l’occasion de cette captivité à Wingfield dans le Norfolk, le duc introduit en Angleterre le jeu de paume qu’il pratique quasi quotidiennement. Quatre siècles plus tard, le descendant du châtelain de Wingfield, Walter Clopton Wingfield, invente le tennis en adaptant le jeu de paume sur herbe. Le tennis prend d'ailleurs au Royaume-Uni le nom de lawn tennis (tennis sur gazon) tandis que le jeu de paume est désigné sous le nom de real tennis.
23 février 1874. Le Britannique Walter Clopton Wingfield dépose un brevet pour l’invention d’un nouveau sport : le sphairistike. De fait, Wingfield s’appuie sur le jeu de paume et l’invention du caoutchouc qui permet de réaliser des balles pouvant rebondir sur l’herbe. Le sphairistike est le chaînon manquant entre le jeu de paume et le tennis dont le nom vient d'ailleurs d'une mauvaise prononciation et écriture du mot « tenez » (mot prononcé par le joueur qui sert au jeu de paume) en vieux français par les Anglais.

## Aujourd'hui
Alors que la France délaisse le jeu de paume au XVIIIe siècle, ce jeu reste pratiqué au Royaume-Uni et aux États-Unis. Ces deux nations figurent aujourd'hui parmi les plus fortes tout comme l'Australie alors que la France tente un timide retour dans les « tripots ».
Établi dès 1740, le titre de champion du monde de jeu de paume est le plus ancien titre sportif de ce type toujours attribué. Clergé est le premier champion du monde répertorié.
Le premier dimanche de septembre, la coupe de Paris en longue paume est organisée au jardin du Luxembourg. Il existe en France quatre salles où l'on joue encore à la paume : une au château de Fontainebleau (salle du jeu de paume du Palais national de Fontainebleau), une à Paris (rue Lauriston), une à Mérignac dans la banlieue de Bordeaux (fermée en 2013 puis de nouveau ouverte en 2020) et une dernière à Pau dans un bâtiment historique livré en 1889 sur un plan identique au jeu de paume des Tuileries. Il existe également un jeu de paume désaffecté à Chinon.
Il existe depuis 1924 une Fédération française du jeu de paume (agréée en 1926) et un Comité français de courte paume (pratiquée en salle, la longue paume étant pratiquée à l'extérieur), affilié dès ses origines à la Fédération française de tennis.
En compétition, le Français Pierre Etchebaster est considéré comme le meilleur joueur de paume moderne. Il conserve le titre de champion du monde de 1928 à 1954, soit huit titres consécutifs, et se retire à 62 ans. En 2008, son record est battu par l'Australien Robert Fahey (en) qui remporte son neuvième titre consécutif. Le champion du monde de 2013 à 2018 est américain et se nomme Camden Riviere : il a remis son titre en jeu en avril 2018, organisé au club du Queen's à Londres, et a été détrôné par Rob Fahey.
Au début du XXIe siècle, 35 nations pratiquent la paume. Une quarantaine de courts de jeu de paume sont en usage dont la grande majorité aux États-Unis.
En 2012, cette pratique est inscrite à l'Inventaire du patrimoine culturel immatériel en France.
La courte et la longue paume se jouent avec une raquette mais il existe aussi des jeux de paume qui se jouent toujours avec la main, notamment :
- la balle à la main (en Picardie) ;
- la balle pelote (en Belgique et aux Pays-Bas) ;
- la paume artignoscaise (dans le Var),

ou avec d'autres accessoires, comme :
- la balle au tambourin ;
- plusieurs variantes de la pelote basque.

## Expressions du jeu de paume
Le jeu de paume a laissé nombre d'expressions dans la langue française :
- « Épater la galerie » qui se disait alors lorsqu'un joueur réussissait un beau coup qui épatait les spectateurs regroupés dans la galerie couverte en surplomb entourant en partie la salle de jeu[source insuffisante],[13].
- « Qui va à la chasse... perd sa place » vient de la notion de chasse (forme de gagne-terrain) pratiquée en courte paume aussi bien qu'en longue paume. À la fin de cette phase de jeu, les joueurs changent de côtés de terrain et le serveur perd sa place favorable (bien que la source la plus probable de cette expression soit biblique ou religieuse[14]).
- « Les enfants de la balle » À l'origine, on nommait ainsi les enfants des paumiers (fabricants des balles), réputés pour leur pratique du jeu depuis leur plus jeune âge. Les comédiens jouant parfois leurs pièces dans les salles de paume, leurs enfants qui exerçaient le même métier furent ainsi surnommés. Cette expression a donc eu les deux sens : celui d'une personne exerçant la même profession que ses parents et celui de comédien ou, plus généralement, artiste.
- « Jeu de main, jeu de vilain » vient du fait qu'à l'époque, les pauvres ne pouvaient avoir de raquette. Ils jouaient donc avec les mains, d'où l'expression.
- « Prendre la balle au bond » synonyme d'opportunisme. Tient son origine de l'équivalent de la reprise de volée en tennis. Un paumiste réussissant cette figure était remarqué pour son adresse à saisir l'occasion.
- « Tomber à pic » Si la balle tombe au pied du mur du fond, côté dedans, elle marque une « chasse pic ». Avoir la possibilité de réaliser ce point à un moment décisif de la partie, assure un avantage non négligeable au bon moment.
- « Rester sur le carreau » Le sol d'un jeu de paume était autrefois constitué de carreaux, qui donnèrent ensuite le nom au sol même du jeu. L'expression vient donc de la chute d'un joueur ou de sa défaite.
- « Chassé-croisé » « Deux chasses posées, traversez ! » crie le marqueur ou le commissaire.
- Peloter, c'était jouer sans enjeu en attendant une partie, simplement pour le plaisir[15].
- Tripot, salle de jeu de paume, a progressivement eu une autre acception, celle de lieu de jeu d'argent. Ainsi on lit dès 1726, chez Lesage[16] comme définition de tripot « maison particulière dont les maîtres reçoivent des joueurs à des fins lucratives; maison de jeu, cabaret où l'on joue »[17]. La fréquentation et les mœurs de ces maisons clandestines ont ensuite donné à tripot le sens de lieu de débauche, d'endroit mal famé.
- Bisque, avantage de quinze points qu'un joueur accorde à un autre en lui laissant la faculté de placer cet avantage à son choix dans la partie.

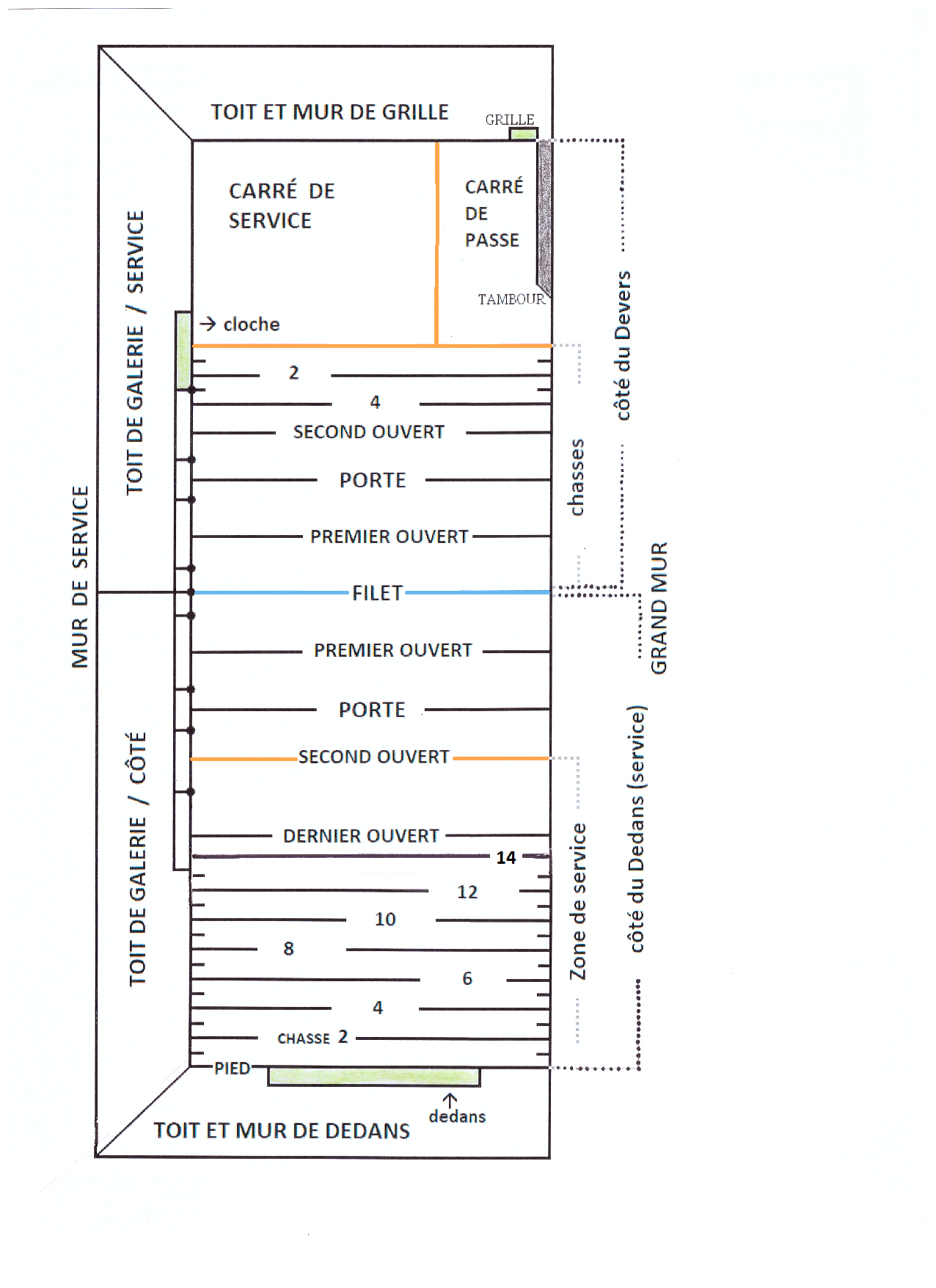
Salle de courte paume. Les chasses vont de :
* pied, 1, 2, 3, ..., 13, 14 du côté dedans et
* 1, 2, 3, 4 du côté devers

## Compter les points au jeu de paume
- À l’instar du tennis, les jeux se gagnent en 15-30-40 (avantage égalité) Jeu. Le premier joueur à atteindre 6 jeux gagne la manche (sans qu'il y ait besoin de deux jeux d'écart).
- À la différence de celui du tennis, le terrain de paume n’est pas symétrique et se divise en 2 parties, le dedans (côté depuis lequel se fait le service) et le devers (côté réception).
- Un joueur marque un point dans les cas suivants :  
  1. Si son adversaire envoie la balle dans le filet ou à l’extérieur des limites du terrain ;
  2. S’il gagne sa chasse (explications plus loin) ;
  3. S’il réussit à envoyer sa balle dans un endroit spécial (en grisé sur le schéma ci-dessous : le dedans pour le receveur, la grille ou la cloche (winning gallery en anglais) pour le serveur).

## Service et système de chasse
- On annonce toujours en premier le score de celui qui a marqué le dernier point. Ainsi après 30/0, on annoncera 15/30.
- Pour qu'un service soit valable, la balle doit rebondir sur le toit de la galerie côté devers et retomber dans le carré de service.
- À la différence du tennis, le service ne change pas avec chaque jeu. Pour que le receveur devienne serveur (et qu’il passe donc côté service, aussi appelé « dedans »), il doit y avoir deux chasses (ou une seule chasse si l’un des joueurs atteint 40 ou avantage dans un jeu).
- Il y a chasse si la balle rebondit une deuxième fois sans que le joueur l’ait touchée. Dans ce cas-là, il n y a pas de point marqué mais le joueur qui a laissé la balle rebondir 2 fois change de côté et doit gagner la chasse. Pour gagner la chasse, il faut effectuer une seconde chasse qui soit meilleure que la chasse initiale, à savoir dont le second rebond s’effectue plus proche du mur arrière que la 1re chasse.

Exemple : le joueur A est au service et mène 40/15. Le joueur B renvoie la balle et effectue une chasse à 2 yards (i.e. la balle rebondit pour la seconde fois sur la ligne indiquant la distance de 2 yards du mur arrière). Le score est toujours de 40/15 et les deux joueurs changent de place : le joueur B sert (côté dedans) et défend la chasse pendant que le joueur A reçoit (côté devers) et attaque la chasse.
- Si au cours de l’échange, le joueur A réussit une chasse meilleure que 2 y ( i.e. avec un second rebond entre le mur arrière et la ligne des 2 yards), on dit que la chasse est gagnée. Le joueur A gagne alors le point et gagne le jeu.
- Si au contraire le second rebond est plus éloignée que la marque de la chasse (ici 2 y) la chasse est perdue. Le score est alors de 30/40. Le joueur B a donc tout intérêt à laisser la balle rebondir une deuxième fois s’il voit que ce deuxième rebond sera moins bon que la chasse initiale.
Notons qu’une chasse est également enregistrée lorsque la balle est envoyée dans l’un des ouverts latéraux (à l’exception du dernier ouvert côté receveur qui est un point gagnant). Par ailleurs, quelle que soit l’issue du point (double faute, filet, coup gagnant ou chasse perdue ou gagnée) la chasse est terminée. Les chasses peuvent avoir lieu tant côté Dedans (service) que côté Devers (réception), même si ces dernières sont plus rares en raison d’une surface de chasse plus limitée.

## Rappels historiques
- Le 28 mai 1606, à Rome, Michelangelo Merisi da Caravage tua son rival lors d'une partie de paume, après une dispute provoquée par une faute de jeu.
- Le 20 juin 1789, pendant la Révolution française, eut lieu le célèbre serment du Jeu de paume, nommé ainsi car il fut prononcé dans une salle habituellement utilisée pour ce sport.